# Stolliana minor
Stolliana minor är en insektsart som beskrevs av Vitaly Michailovitsh Dirsh 1958. Stolliana minor ingår i släktet Stolliana och familjen Pamphagidae. Inga underarter finns listade i Catalogue of Life.